# Gerald Kersh
Gerald Kersh, född 6 augusti 1911, död 5 november 1968, var en brittisk författare och journalist.
Gerald Kersh gick igenom en teknisk skola men sökte sig tidigt på skrivande, gick ut i andra världskriget 1940, blev krigskorrespondent 1943, hade uppdrag i arméfilmavdelningen och informationsministeriet 1943–1944, verkade som filmmanusskriptförfattare, och var medarbetare i The People 1941–1945. Kersh, som tog intryck av samtida amerikansk litteratur, utgav bland annat Jews without Jehova (1934), Men are so ardent (1935), Night and the city (1938, svensk översättning 1947), en bred londonroman med skarpetsade bilder ur slumlivet i Sohos och Bloomsburys bakgator och nattlokaler, They die with their boots clean (1941), The dead look on (1943, svensk översättning De döda skola döma samma år), som bygger på händelserna i Lidice, som under andra världskriget utplånades som repressalieåtgärd för mordet på Reinhard Heydrich, Brain and ten fingers (1943), An ape, a dog, and a serpent (1945), Clean, bright and slightly oiled (1946), The song of the flea (1948, svensk översättning 1949), en fränt realistisk skildring från Londons undre värld, och Clerk without hands (1949).